# ميخائيل غينز
ميخائيل غينز (بالإنجليزية: Michael Gaines)‏ هو لاعب كرة قدم أمريكية أمريكي، ولد في 30 مارس 1980 في تالاهاسي في الولايات المتحدة.

## وصلات خارجية
- ميخائيل غينز على موقع مرجع كرة القدم المحترفة.كوم (الإنجليزية)